# Bahía Paz
La bahía Paz (en inglés: Royal Bay) es una bahía localizada entre los cabos  Charlotte y Harcourt, a lo largo de la costa sureste de la isla San Pedro del archipiélago de las Georgias del Sur.
Al igual que otras partes del archipiélago, muchas aves se reproducen aquí, incluyendo pingüinos rey, pingüinos papúa y cormoranes imperial.

## Historia
La bahía fue descubierta y nombrada por una expedición británica al mando de James Cook en 1775.
En 1882 un grupo alemán de la expedición del Año Polar Internacional bajo Schrader fue enviado a observar el tránsito de Venus y se estacionó en la orilla norte de la bahía. El grupo entró en el Moltke que fue el primer buque de potencia en llegar a la isla San Pedro. Puerto Moltke (Moltke Harbour), una amplia bahía de una milla en el lado noroeste de la Paz nombrada después de él. Y en conmemoración al SMS Moltke.